# Lowesby
Lowesby – wieś w Anglii, w hrabstwie Leicestershire, w dystrykcie Harborough. Leży 15 km na wschód od miasta Leicester i 140 km na północny zachód od Londynu.